# Collège de France
Het Collège de France is een gerenommeerd onderzoeksinstituut in Parijs in Frankrijk. Het maakt deel uit van de PSL Research University. Het is opgericht als Collège royal in 1530 op initiatief van de humanist Guillaume Budé (Budaeus) als instituut complementair aan de universiteit van Parijs. In 1870 kreeg het instituut de huidige benaming. Er wordt ook onderwijs gegeven aan onderzoekers en docenten. Het bijzondere is dat de meeste cursussen gratis toegankelijk zijn voor het publiek. Vele bekende Franse wetenschappers en denkers bekleedden er een leerstoel, zoals Georges Cuvier, François Ménard de la Groye, Henri Bergson en Michel Foucault.
Het Collège is gehuisvest op de locatie van de oude universitaire colleges van Tréguier en Cambrai, in het Quartier Latin (5e arrondissement), aangrenzend aan de Sorbonne. Door de geschiedenis heen was het gekend als Collège royal, Collège impérial en sinds 1870 Collège de France.